# Odontomyia aterrima
Odontomyia aterrima är en tvåvingeart som beskrevs av Walker 1856. Odontomyia aterrima ingår i släktet Odontomyia och familjen vapenflugor. Inga underarter finns listade i Catalogue of Life.